# Jiří Bubeníček
Jiří Bubeníček (Lubin, 7 ottobre 1974) è un danzatore e coreografo ceco, ex primo ballerino del Balletto di Amburgo e del Balletto di Dresda.

## Biografia
Jiří Bubeníček è nato in una famiglia circense durante una tournée a Lubin. Ha studiato danza al Conservatorio di Praga e, un anno prima di diplomarsi nel 1993, ha vinto il Prix de Lausanne. Sempre nel 1993 è stato scritturato dal Balletto di Amburgo, dove è stato promosso al rango di solista nel 1995 e primo ballerino nel 1997. Nel 2002 ha vinto il Prix Benois de la Danse per la sua interpretazione de La signora delle camelie di John Neumeier, mentre dal 2006 al 2015 ha danzato con il Balletto dell'Opera di Dresda in veste di primo ballerino.
Nel corso della sua carriera ha danzato un vasto repertorio che annovera i maggiori ruoli maschili in balletti classici, neo-classici e romantici, tra cui Des Grieux nella Manon di Kenneth MacMillan, Petruccio ne La bisbetica domata di John Cranko, Solor ne La Bayadère di Natalia Makarova, Colas ne La Fille Mal Gardée di Frederick Ashton, l'eponimo protagonista di Petruška di Michel Fokine e Rubini nel Jewels di George Balanchine. Inoltre ad Amburgo ha danzato tutti i maggiori ruoli maschili coreografati da Neumeier, tra cui Albert in Giselle, il principe Désiré ne La bella addormentata e Hans in Ondine.